# Lycaena achaja
Lycaena achaja är en fjärilsart som beskrevs av Hans Hermann Behr 1867. Lycaena achaja ingår i släktet Lycaena och familjen juvelvingar. Inga underarter finns listade i Catalogue of Life.